# نظرية الدفع

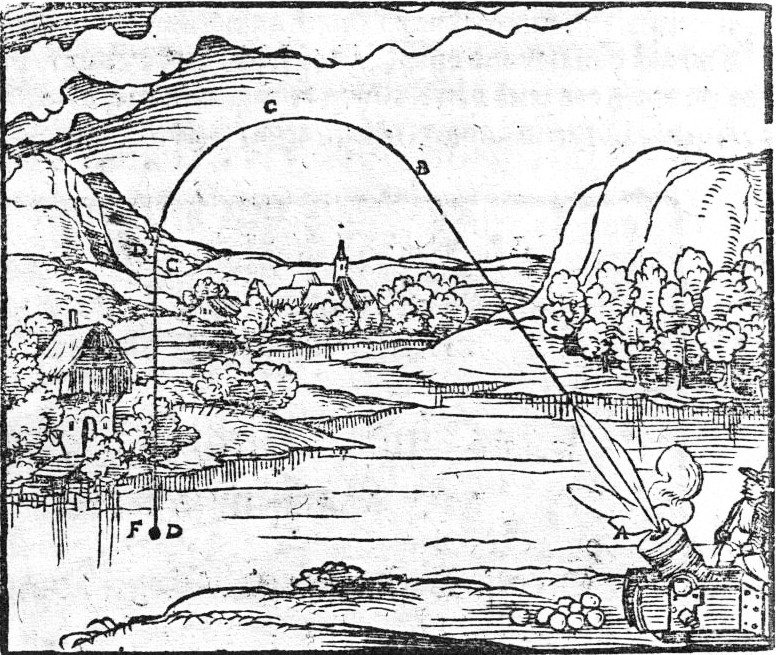

نظرية الدفع نظرية مساعدة أو ثانوية من ديناميك أرسطو، وضعت في الأصل لتفسير حركة القذائف بعكس الجاذبية. قدمها يوحنا النحوي في القرن السادس، وشرحها أبو إسحق البطروجي في نهاية القرن الثاني عشر. عدل النظرية كل من ابن سينا في القرن الحادي عشر، وأبو البركات هبة الله بن ملكا البغدادي في القرن الثاني عشر، قبل نشرها لاحقًا في الفكر العلمي الغربي من قبل جان بوريدان في القرن الرابع عشر. هذه النظرية هي التي مهدت لمفاهيم العطالة وكمية الحركة والتسارع في الميكانيكا الكلاسيكية.

## نظرية يوحنا النحوي
في القرن السادس، قبل يوحنا النحوي جزئيًّا نظرية أرسطو القائلة إن «استمرار الحركة يعتمد على استمرار فعل القوة»، لكنه عدلها لتشمل فكرته القائلة إن الجسم المدفوع يكتسب قوة دافعة، أو يظهر ميلًا يدفعه للحركة القسرية من العامل المنتج للحركة الابتدائية، وإن هذه القوة تؤمّن استمرار تلك الحركة. ولكنه ناقش بأن هذه الميزة المفتعلة كانت مؤقتة: أي أنها كانت تستهلك نفسها، وبالتالي فمصير هذه الحركة القسرية أن تفنى، عائدةً إلى حالة الحركة الطبيعية.

## نظرية ابن سينا
في القرن الحادي عشر، نافش ابن سينا نظرية يوحنا النحوي في كتاب الشفاء حيث يقول في الفن الأول من (الطبيعيات) المقالة الرابعة الفصل الرابع عشر:
«لكنا إذا حققنا الأمر وجدنا أصح المذاهب مذهب من يرى أن المتحرك يستفيد ميلاً من المحرك»
نشر ابن سينا نظريته الخاصة عن الحركة في كتاب الشفاء عام 1020. وافق أن الدفع يصل للقذيفة عن طريق الرامي. وعلى عكس يوحنا النحوي، الذي آمن بأن الدفع مزية مؤقتة ستخمد حتى ولو في الخلاء التام، رأى ابن سينا أن الدفع مستمر، يتطلب قوى خارجية كمقاومة الهواء ليتبدد. ميز ابن سينا بين «القوة» و«الميل»، وناقش بأن الجسم يكتسب ميلًا عندما يكون في مواجهة حركته الطبيعية. فاستنتج أن استمرار الحركة يرحع إلى الميل الذي انتقل إلى الجسم، وأن الجسم سيظل في حالة حركة حتى يصرف الميل بأكمله. زعم أيضًا بأن القذيفة في الخلاء لن تتوقف ما لم يؤثر عليها فعل. هذا الفهم للحركة متفق مع قانون نيوتن الأول في الحركة، العطالة. الذي ينص على أن الجسم المتحرك يبقى متحركًا ما لم تؤثر عليه قوة خارجية. هذه الفكرة الآتية من نظرة أرسطو سماها جون بوريدان لاحقًا «الدفع»، متأثرًا بـكتاب الشفاء لابن سينا.

في القرن الثاني عشر، تبنى أبو البركات هبة الله بن ملكا البغدادي نظرية ابن سينا في حركة المقذوفات وعدلها. نص أبو البركات في كتابه: المعتبر في الحكمة أن المحرك يعطي ميلًا قسريًّا للمتحرك وأن هذا الميل يتلاشى مع ابتعاد الجسم المتحرك عن المحرك. اقترح أيضًا تفسيرًا لتسارع الأجسام الساقطة يُرجعه إلى تراكم أجزاء متتابعة من الاستطاعة مع الأجزاء المتتابعة للسرعة. وفقًا لشلومو بّاينز، كانت نظرية البغدادي عن الحركة:
«أقدم نفي لقانون أرسطو الأساسي في الديناميك [الذي ينص على أن القوة الثابتة تنتج حركة منتظمة]،[وبالتالي هي] تنبؤ مبهم بالقانون الأساسي في الميكانيك الكلاسيكي [الذي ينص على أن القوة المطبقة باستمرار تنتج تسارعًا]».
رجع جان بوريدان وألبرت الساكسوني لاحقًا إلى أبي البركات في تفسير كون تسارع جسم ساقط نتيجةً لدفعه المتزايد.

## الدفع البوريداني
في القرن الرابع عشر، استنتج جان بوريدان مفهوم القوة الدافعة، التي أسماها الدفع
«عندما يحرك المحرك جسمًا فإنه يزرع فيه دفعًا ما، أي قوةً ما تسمح للجسم بالحركة في الاتجاه الذي يبدؤه المحرك، سواءً كان إلى إلى الأعلى أو الأسفل أو الجانب أو في دائرة. يزداد الدفع المزروع بنفس نسبة ازدياد السرعة. بسبب هذا الدفع يكمل الحجر حركته بعد توقف الرامي عن تحريكه. لكن بسبب مقاومة الهواء (وأيضًا بسبب جاذبية الحجر) التي تحاول تحريكه في الاتجاه المعاكس للحركة التي أنتجها الدفع، ستضعف تلك الأخيرة طيلة الوقت. وبالتالي ستصبح حركة الحجر أبطأ تدريجيًّا، وفي النهاية سيتلاشى أو ينتهي الدفع إلى حد انتصار الجاذبية وتحريكها الحجر إلى حيث مكانه الطبيعي. برأيي يمكن للمرء قبول هذا التفسير لأن التفسيرات الأخرى يثبت خطؤها في حين تتفق كل الظواهر مع هذا التفسير.»
يعطي بوريدان هذه النظرية فيمة رياضية: الدفع = الوزن × السرعة

كتب طالب بوريدان المدعو دومينيكوس دي كلافاسيو في كتابه الصادر عام 1357 دي كايلو ما يلي:
«عندما يحرك شيء حجرًا تحريكًا قسريًّا، فإنه، بالإضافة إلى أنه يطبق عليه قوة فعلية، يعطيه دفعًا معينًا. بنفس الطريقة فإن الجاذبية لا تعطي الحركة نفسها وحسب إلى جسم متحرك، بل تعطيه أيضًا استطاعةً دافعةً ودفعًا»
كان رأي بوريدان أن الجسم المتحرك يمكن أن توقفه فقط مقاومة الهواء ووزن الجسم الذي قد يعترض دفعه. حافظ بوريدان أيضًا على الرأي السائد الذي يقول إن الدفع متناسب طردًا مع السرعة؛ وبالتالي، كانت فكرته الابتدائية عن الدفع مشابهةً كثيرًا للمفهوم الحديث عن كمية الحركة. رأى بوريدان أن نظريته مجرد تعديل على فلسفة أرسطو الأساسية، متبنيًا الكثير من الآراء الأخرى للمدرسة المشائية، بما فيها اعتقاد أنه كان لا يزال هناك فرق جوهري بين الجسم في حالة الحركة والجسم في حالة السكون. حافظ بوريدان أيضًا على مقولة إن الدفع لا يقتصر على أن يكون خطيًّا، بل يمكن أن يكون دائريًّا في طبيعته، مسببًا حركة الأجسام (كالأجرام السماوية) في دوائر.

أشار بوريدان إلى عدم وجود محركات أرسطو اللامتحركة ولا أرواح أفلاطون في الإنجيل، فطبق نظرية الدفع على الدوران الأزلي للأجرام السماوية بتوسعة مثال أرضي على تطبيقها على الحركة الدورانية على شكل حجر الرحى الدوار الذي يستمر بالدوران بعد سحب اليد المحركة له في الأصل بمدة طويلة، مقادًا بالدفع المعطى له. كتب عن الدفع السماوي للأجرام ما يلي:
«الإله، حين خلق العالم، حرك كلًّ من الكرات السماوية كما يشاء، وفي تحريكه لها أعطاها دفوعًا تحركها دون حاجته إلى تحريكها بعد ذلك...وتلك الدفوع التي أعطاها للأجرام السماوية لم تتناقص أو تفسد بعد ذلك، لعدم وجود ميل لدى الأجرام السماوية لحركات أخرى. ولا مقاومة يمكن أن تفسد أو تلجم ذلك الدفع.»
على كلٍّ، بحذف احتمال وجود أي مقاومة سواءً بسبب وجود ميل مناقض يدفع للحركة باتجاه معاكس أو بسبب أي مقاومة خارجية، استنتج أن دفوع تلك الأجسام لم تفسدها بالتالي أي مقاومة. لم يحسب بوريدان أيضًا أي مقاومة أصيلة للحركة على شكل ميل الأجرام ذاتها للبقاء في حالة سكون، كما في العطالة التي افترضها ابن رشد وتوما الأكويني. إذ لولا ذلك لدمرت المقاومة دفع تلك الأجرام، وتُرجع أنيليز ماير، المؤرخة ضد-الدوهيمية للعلم، ذلك إلى أن علماء حركة الدفع الباريسيين كانو مجبرين على هذا الاستنتاج بسبب إيمانهم بوجود عطالة متأصلة في كل الأجسام (باللاتينية إنكليناتسيو أد كوايتيم).
دفع هذا إلى التساؤل: لماذا لا تحرك القوة المحركة للدفع بالتالي الأجرام بسرعة لانهائية؟ إحدى إجابات ديناميك الدفع كانت فيما يبدو أن هناك نوعًا ثانيًا من القوى الدافعة ينتج حركةً منتظمة بدلًا من سرعة لانهائية، بدلًا من إنتاج حركة متسارعة بانتظام كما تفعل القوة الأساسية بإنتاج مقادير متزايدة باستمرار من الدفع. ولكن، عرض أوريسمي طالب بوريدان بديلًا عطاليًّا موافقاً لفلسفة توما الأكويني في كتابه أطروحة عن السماوات والعالم الذي تتحرك فيه السماوات بقوى ميكانيكية متأصلة لا تتحرك، يرد فيه على هذه المسألة إذ يفترض وجود مقاومة متأصلة للحركة في السماوات (أي في الأجرام السماوية)، لكنها مقاومة فقط للتسارع الزائد عن سرعتها الطبيعية، بدل كونها مقاومة للحركة ذاتها، وبالتالي فإنها كانت تبدي ميولًا للمحافظة على سرعتها الطبيعية.
تابع فكر بوريدان كل من طالبه ألبرت الساكسوني (1316-1390)، وكتاب في بولندا من أمثال جون كانتيوس، وكذلك حاسبو أوكسفورد. شُرحت أعمالهم بدورها على يد نيكول أوريسمي الذي كان رائدًا في ممارسة عرض قوانين الحركة على شكل منحنيات بيانية.